# Oecidiobranchus glacialis
Oecidiobranchus glacialis är en kräftdjursart som beskrevs av Malyutina och Oleg Grigor'evich Kussakin 1996. Oecidiobranchus glacialis ingår i släktet Oecidiobranchus och familjen Desmosomatidae. Inga underarter finns listade i Catalogue of Life.